# Leskovice
Leskovice é uma comuna checa localizada na região de Vysočina, distrito de Pelhřimov.